# 路易-塞巴斯蒂安·雷诺曼

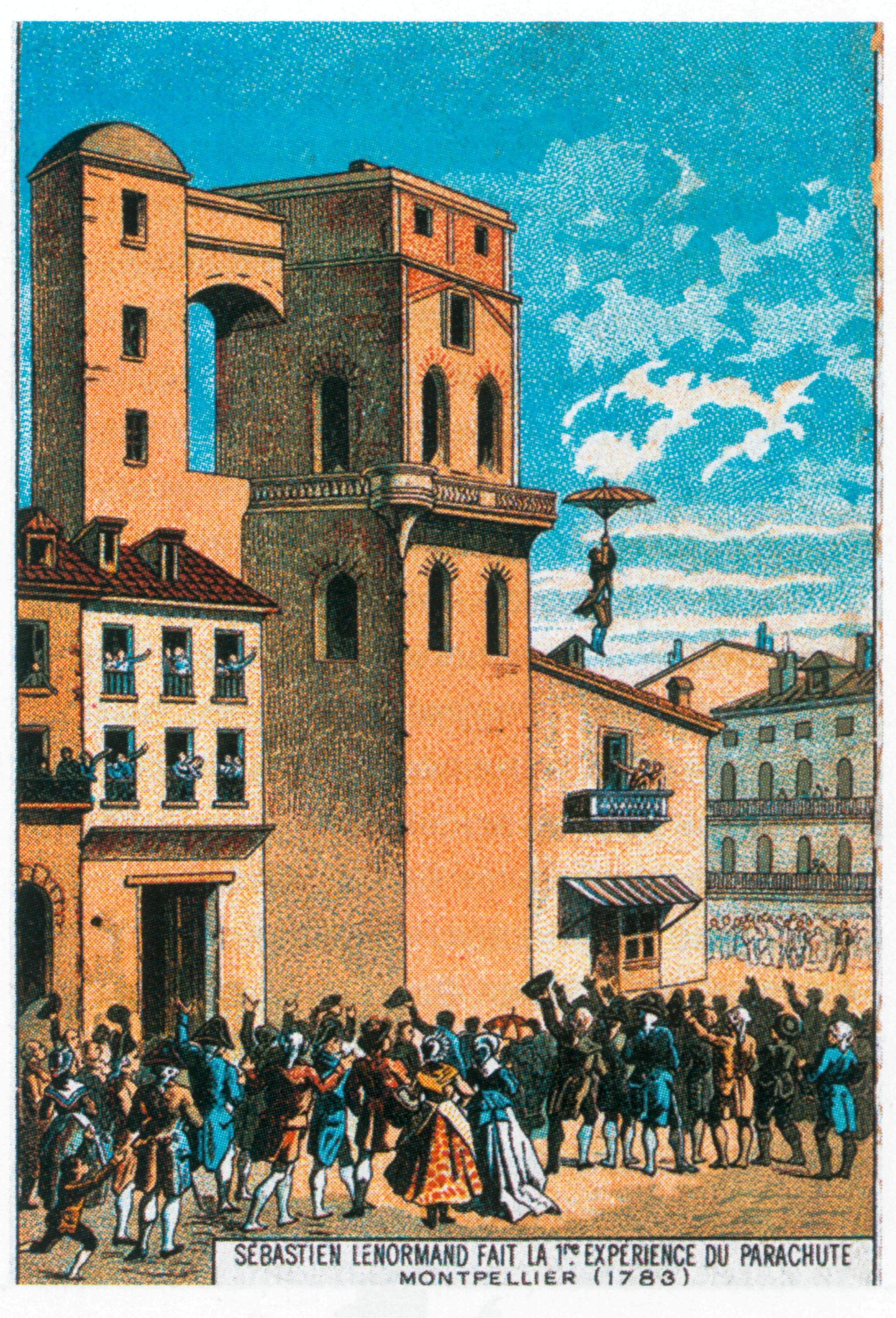
1783年，法国人路易-塞巴斯蒂安·雷诺曼在蒙彼利埃天文台进行了第一次跳伞实验。（18世纪晚期插图）

路易-塞巴斯蒂安·雷诺曼（法語：Louis-Sébastien Lenormand，1757年5月25日—1837年4月4日）是法国化学家、物理学家、发明家以及跳伞运动的先驱。

## 生平
雷诺曼是当时法兰西“特殊手艺”的杰出代表，他用通俗的观点向公众解释工业艺术，致力于普及通用技术教育。他曾担任法兰西国立工艺院的技工教授。

### 跳伞
雷诺曼利用木制框架和14英尺长的布制作了一种简单的降落装置。1783年12月末，他在蒙彼利埃天文台进行了实验，最终安全着陆。他也利用两个词根创造了“parachute”一词，用来表示这种降落时的保护装置。

## 著作
- Louis Sébastien Lenormand. . Librairie Encyclopedique de Roret. 1830 （法语）.